# Ilias Kasidiaris
Ilias Kasidiaris (en griego: Ηλίας Κασιδιάρης; El Pireo, 29 de noviembre de 1980) es un político griego, exdiputado portavoz del partido nacionalista Amanecer Dorado en el Parlamento y colaborador cercano de Nikolaos Michaloliakos. Estuvo preventivamente preso acusado de posesión ilegal de armas de guerra para fomentar grupos armados entre 2014 y 2015.
En 2020 abandonó Amanecer Dorado y formó el partido Griegos por la Patria.  En octubre del mismo año fue condenado por encabezar un grupo criminal, en el marco de la culminación del proceso judicual contra Amanecer Dorado.

## Biografía
Nació el 29 de noviembre de 1980 en la gran ciudad de El Pireo. Es hijo de un médico y de una filóloga, y tiene un hermano. Se ha apuntado que su abuelo fue un colaboracionista de los nazis durante la ocupación alemana de Grecia durante la Segunda Guerra Mundial. Desde pequeño fue aficionado al deporte (especialmente a las artes marciales y a la gimnasia), al baile (especialmente al tango), a la escritura y a la historia. Se licenció en química alimentaria en la Universidad Agrícola de Atenas. Sirvió en las Fuerzas Especiales de Grecia durante su servicio militar. Su domicilio actual se encuentra en Drafi, un ecobarrio situado a las afueras de Atenas.  En 2008 publicó una novela titulada Sector X.
En las elecciones parlamentarias de mayo de 2012 fue elegido diputado del Consejo de los Helenos, desempeñándose en este cargo hasta 2019, cuando su partido perdió la representación parlamentaria. En 2014 fue candidato a la alcaldía de Atenas, llegando al tercer lugar con el 16.12% de los votos.
En mayo de 2020, Kasidiaris dejó Amanecer Dorado luego de desencuentros con el líder Nikolaos Michaloliakos y al mes siguiente fundó el partido nacionalista Griegos por la Patria. Kasidiaris ha dejado claro que el nuevo partido rechaza el fascismo y el nazismo y es ideológicamente cercano a los movimientos nacionalistas europeos.
Tras la exclusión de Griegos por la Patria de las elecciones de mayo y junio de 2023, Kasidiaris anunció su "pleno apoyo" al partido político Espartanos. El partido ganó 12 escaños en las elecciones. En su primera declaración pública después de las elecciones, el líder del partido Vasilis Stigkas agradeció abiertamente a Kasidiaris por "[ser] el combustible que nos ha impulsado a [entrar en el parlamento]".

### Controversias y otros eventos políticos notables

#### Agresión a Kanelli
Su actividad política más importante sucedió el 7 de junio de 2012, cuando ―en un debate televisivo en vivo―, Kasidiaris agredió físicamente a dos mujeres. Primero Kasidiaris,  en respuesta a un desacuerdo verbal, le tiró un vaso de agua a la política Rena Dourou (del partido político de izquierdas Syriza). En ese momento, la política comunista Liana Kanelli le pegó con un periódico, tras lo cual, Kasidiaris la abofeteó tres veces.
Paradójicamente, este incidente aumentó la fama de Kasidiaris.  La fiscalía emitió una orden de búsqueda contra Kasidiaris, quien, tras ser reducido en el plató y encerrado en una habitación anexa, logró huir del lugar y se halló durante varios días en paradero desconocido (Kasidiaris no gozaba de inmunidad al haber sido disuelto el Parlamento). El líder de Amanecer Dorado, Nikolaos Michaloliakos, defendió la acción de Kasidiaris.
Se debatió por la prensa si Kasidiaris había sido bien o mal y fue ampliamente aplaudido en línea. En marzo de 2015 Kasidiaris asistió a la corte para enfrentar cargos de lesiones corporales graves. Giorgos Papadakis, presentador y periodista que presenció la agresión, declaró que también se hicieron amenazas al equipo de televisión y otros empleados.
El analista político Theodore Couloumbis dijo a Reuters que la imagen de un joven golpeando a una mujer podría costar los votos de Amanecer Dorado, sobre todo entre las mujeres, aunque otros expertos pensaron que las imágenes de violencia podrían jugar a su favor -una página de Facebook dedicada a Kasidiaris recogió 6000 me gusta en 24 horas-.
Poco después del incidente, Kasidiaris se querelló contra Kanelli y Dorou, demandándoles por haber sido insultado.
Kasidiaris citó un pasaje de Los Protocolos de los Sabios de Sión el 23 de octubre de 2012 durante un discurso en el parlamento, durante el debate sobre si se debía levantar su inmunidad parlamentaria tras la agresión a Kanelli; citó el pasaje: "Con el fin de destruir el prestigio del heroísmo vamos a enviarlos para ser juzgados en la categoría de robo, asesinato y todo tipo de crimen abominable y asqueroso". Finalmente, a Kasidiaris y otros dos diputados de Amanecer Dorado se les levantó sus inmunidades con un voto unánime del Parlamento.

#### Protesta
En marzo de 2013, Kasidiaris se reunió con 500 simpatizantes de Amanecer Dorado ante el canal de televisión Mega para protestar contra la emisión de una serie turca en el Día de la Independencia de Grecia. Kasidiaris y otros diputados de Amanecer Dorado arrojaron huevos y yogur al edificio y quemaron una bandera turca.

#### Declaraciones antisemitas
Ilias Kasidiaris niega abiertamente el Holocausto judío.

#### Arresto
Como parte de los procesos judiciales contra Amanecer Dorado tras el asesinato de Pavlos Fyssas, el 17 de septiembre de 2013 Kasidiaris y varios otros miembros de su partido fueron detenidos bajo los cargos de pertenecer a una organización criminal.  La hoja de cargos incluye asesinato, extorsión, y la participación en la desaparición de hasta 100 inmigrantes. Fue liberado el 2 de octubre de ese año tras pagar una fianza de € 50.000.
Kasidiaris fue nuevamente encarcelado el 10 de julio de 2014, acusado de porte de armamento para fomentar una organización criminal. Fue liberado el 1 de julio de 2015, después de que los jueces del tribunal de apelaciones consideraran que "el peso legal" del delito no era suficiente para justificar su detención, pero debió reportarse regularmente a la policía y tuvo prohibido visitar las oficinas de Amanecer Dorado.
El 7 de octubre de 2020, Kasidiaris fue declarado culpable de dirigir una organización criminal junto con otros miembros de Amanecer Dorado.

#### Vídeo
El 2 de abril de 2014, Takis Baltakos, jefe de gabinete de Antonis Samarás, fue grabado secretamente en vídeo por Kasidiaris en el contexto de una conversación entre ambos, en donde discutían el encarcelamiento de los diputados de Amanecer Dorado. Baltakos acusó a Samarás de instigar una investigación judicial contra Amanecer Dorado para obtener beneficios políticos, vinculando además al ministro de Justicia Charalampos Athanasiou y al ministro de Protección Ciudadana Nikos Dendias. Tras la difusión del vídeo, Baltakos fue obligado a renunciar, pero luego reveló que Nueva Democracia (partido de Samarás) y  Amanecer Dorado tienen una alianza informal, con apoyo en materia de votación parlamentaria. Esa misma semana el Parlamento (a pesar del enorme revuelo que causó el video) votó levantar la inmunidad parlamentaria de cinco diputados de Amanecer Dorado. Las detenciones preventivas y los arrestos domiciliarios constituyeron el más significativo proceso de su tipo desde el golpe militar de 1967.
Debido  a la difusión del vídeo, Kasidiaris debió afrontar un juicio, siendo acusado de haber infringido la ley de protección de datos.  En octubre de 2015 fue absuelto.

#### Asalto a mano armada
En marzo de 2013, Kasidiaris fue declarado inocente de todos los cargos relativos a un asalto a mano armada contra un profesor universitario perpetrado en 2007 en el cual estaba supuestamente involucrado, debido a la falta de pruebas en su contra.

#### Incidente en el Parlamento
El 15 de julio de 2015, durante el debate en el Parlamento griego sobre la aprobación de varios proyectos de ley precursores del inicio de negociaciones para recibir un tercer rescate, imágenes de Kasidiaris rompiendo y seguidamente lanzando papeles durante un apasionado discurso fueron noticia en todo el mundo.

#### Tatuaje
Kasidiaris lleva una greca tatuada en el brazo, ampliamente reportada como una esvástica.

#### Protesta contra mezquitas
Kasidiaris estuvo presente en una protesta contra las mezquitas en Atenas el 4 de noviembre de 2016. La protesta se centró en la construcción de una mezquita financiada por el gobierno de SYRIZA, para la cual se utilizó terreno de la Armada griega y financiamiento estatal.

#### Otras declaraciones
El 20 de abril de 2011 describió a Adolf Hitler como una "figura clave en la historia del siglo 20" y  al nacionalsocialismo como un "movimiento de renovación", en un artículo para la publicación de su partido.
En otro artículo, elogió a la Dictadura de los Coroneles.